# Abidžan
Abidžan (francouzsky Abidjan) je největší město Pobřeží slonoviny (Côte d'Ivoire), nazývané „Perla laguny“. Je jeho hlavním politickým, správním, obchodním a finančním centrem. Je třetí největší frankofonní městskou aglomerací na světě po Paříži a Kinshase, tedy větší než Montreal. V roce 2006 mělo samotné město 3 796 677 (dokonce druhé největší frankofonní město) a celá aglomerace 5 068 858 obyvatel, což představuje pětinu obyvatel celé země. Kulturní centrum západní Afriky se vyznačuje vysokou úrovní industrializace a urbanizace. Město leží v laguně Ébrié na poloostrovech a ostrovech spojených mosty a lodní dopravou. Laguna Ébrié je oddělena od Guinejského zálivu a Atlantského oceánu písečnou kosou pláže Vridi a spojena s ním stejnojmenným kanálem.
Dnešní abidžanský námořní přístav je známý vývozem zemědělských produktů, jako káva, kakao, dřevo, banány, ananasy a manga.

## Historie

### Francouzská vláda

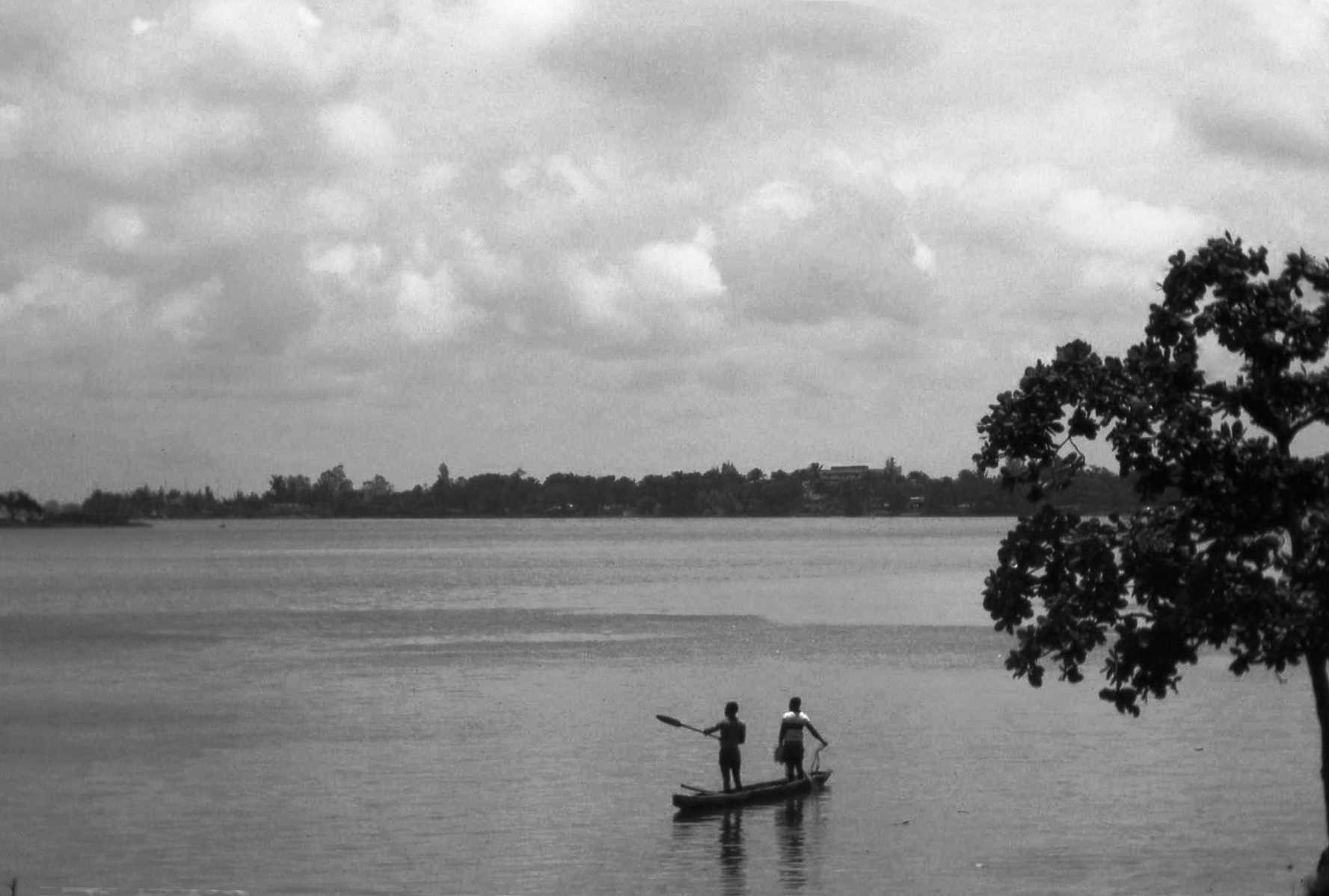
Piroga na laguně Ébrié

Po Grand-Bassamu a Bingervillu byl Abidžan v pořadí třetí hlavní město Pobřeží slonoviny. Dnes je oficiálním hlavním městem Yamoussoukro a Bingerville tvoří část předměstí Abidžanu.
Bingerville bylo založeno v roce 1889. Kvůli epidemii žluté zimnice se lidé usídlení v oblasti Grand Bassamu přesunuli do Bingerville. Doufali že bude mít pro ně příznivější ovzduší.
Dnešní Abidžan ležel blízko a z pohledu obchodu bylo jeho umístění výhodnější a byl proto upřednostňován. Místní přístav Petit-Bassam, který byl později přejmenován na Port Bouët, se rychle rozrostl a překonal přístav Grand Bassam, jež měl do té doby vedoucí postavení.
V roce 1904, ještě než byl dokončený rozvojový plán Bingerville, Abidžan převzal roli hlavního přístavu celé kolonie Pobřeží slonoviny, zvlášť pro evropský obchod. V tomto roce byla zprovozněna železnice, což dopravu do přístavu velmi zjednodušilo.

10. srpna 1933 bylo dekretem přemístěno hlavní město z Bingervillu do Abidžanu. To znamenalo také přesun mnoha vesnic mluvících jazykem tchaman (fr:Tchaman) do oblasti dnešní komuny Adjame. Ta leží na sever od Plateau - středu Abidžanu. Oblast se stala hlavním prostorem tchamanské komunity. Ztráta posvátného místa se stala základním bodem pro vydírání tchamanské komunity, následně nucené 

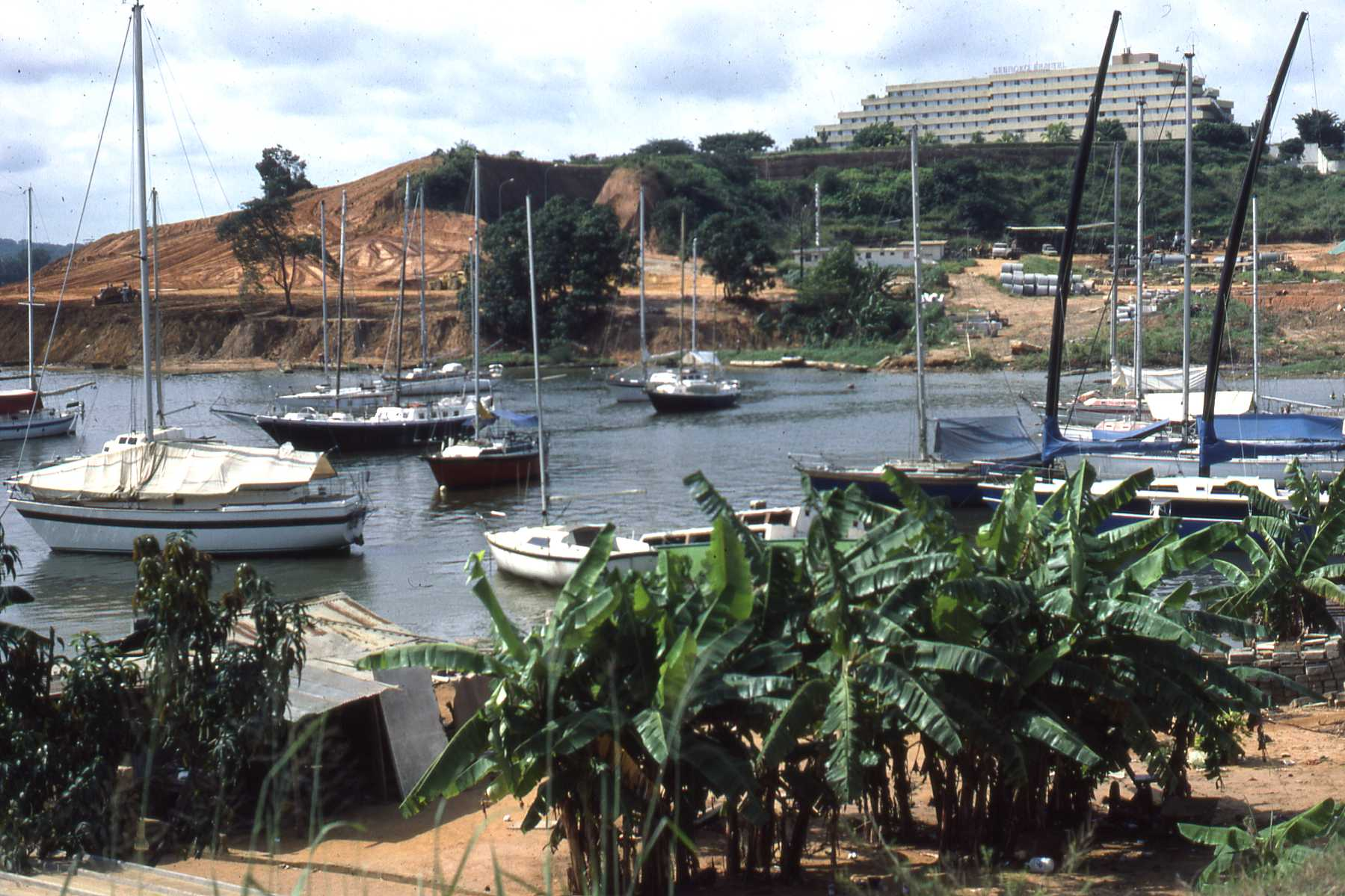
Rybářské lodě v laguně Ébrié

 k účasti na výstavbě železnice Abidžan – Niger.
Původně bylo centrum Abidžanu – jih dnešního Plateau – základnou vesnice Dugbeyo. Ta byla však přemístěna do čtvrti Anoumabo, která leží na druhé straně laguny, v prostoru jež byl v roce 1934 přejmenován na Treichville k poctě Marcela Treich-Laplène, považovaného za zakladatele Pobřeží slonoviny. Prostor někdejší vesnice Dugbeyo je dnes autobusové nádraží „Gare Sud“, trajektový terminál na jih od prezidentského paláce a také část obchodní třídy „Boulevard de Gaulle“.
Zatímco vláda a kolonisté žili v Plateau, městská populace a kolonizované obyvatelstvo se usazovali na severu. Tyto dvě oblasti byly odděleny Gallieniho kasárnami, v místě dnešní budovy Nejvyššího soudu země, poblíž katedrály svatého Pavla.
Plateau a Treichville byly spojeny pontonovým mostem, tam kde je dnes most Houphouët Boigny, v roce 1931. Ve stejném roce dostal Abidžan první uliční adresy, které byly v roce 1964 z rozhodnutí starosty Conana Kanga změněny.
V roce 1951 byl postaven kanál Vridi pro spojení moře a laguny Ébrié. Abidžanský přístav se tak stal snadno přístupný. Zároveň to však vedlo k poklesu teploty vody v laguně.

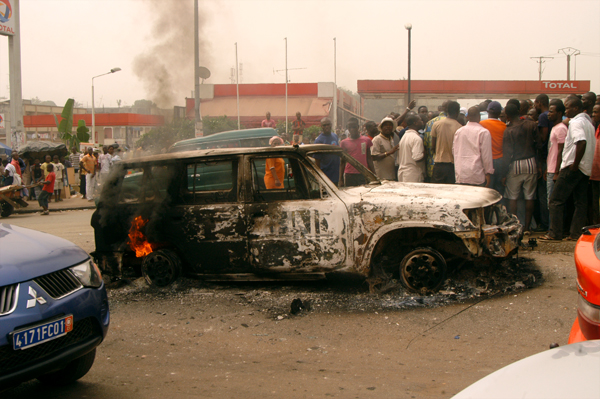
Nepokoje na začátku roku 2011

### Samostatné Pobřeží slonoviny
Když země dosáhla v roce 1960 nezávislosti, Abidžan se stal hlavním městem samostatného Pobřeží slonoviny. Město se i nadále rychle rozvíjelo. Hospodářský růst pokračoval až do začátku osmdesátých let. V roce 1983 bylo prohlášeno hlavním městem Yamoussoukro ve středu země, ale vrcholné úřady zůstaly i nadále v Abidžanu. Obyvatel ve městě přibývalo rychleji, než bylo možné budovat odpovídající infrastrukturu a obytné čtvrti, a tak se rozrůstaly chudinské čtvrti. Na druhou stranu v Plateau vyrostly mrakodrapy a posílilo svou roli hospodářského centra země.
V roce 1999 proběhl státní převrat a v roce 2002 začala občanská válka, která se města citelně dotkla. Až v roce 2010 se uskutečnily prezidentské volby, následované dalšími nepokoji. V dubnu 2011 po dobytí Abidžanu převzal moc v zemi nově zvolený prezident Alassane Ouattara a situace se začala zklidňovat.

## Geografie
Metropolitní oblast Abidžan je umístěna na jižním pobřeží Pobřeží slonoviny na laguně Ébrié. Oblast je rozdělena na dvě části: severní a jižní Abidžan, oddělené vodní plochou laguny.

### Administrativní dělení

Abidžanské komuny

Město Abidžan se skládá ze čtvrtí – komun (commune), které mají každá vlastního starostu a zastupitelstvo.

#### Severní Abidžan
- Plateau – hlavní administrativní, obchodní a finanční centrum Pobřeží slonoviny a Abidžanu s výškovými budovami. Ačkoliv bylo hlavní město přesunuto do Yamoussoukra již v roce 1983, státní úřady jako prezidentský úřad a národní shromáždění jsou stále v Plateau.
- Adjamé – ve čtvrti leží nejdůležitější autobusové nádraží v zemi, odkud míří linky do celé země i do zahraničí.
- Cocody – je zde několik univerzit, lycea, největší část ale tvoří obytné čtvrti.
- Abobo
- Attécoubé – součástí čtvrti je Národní park Banco.
- Yopougon – nejlidnatější komuna Abidžanu. Leží částečně v severním Abidžanu a částečně na druhé straně laguny v jižním Abidžanu.

#### Jižní Abidžan
- Treichville – autonomní abidžanský přístav a zároveň průmyslová oblast.
- Marcory Klimadiagram Abidžanu

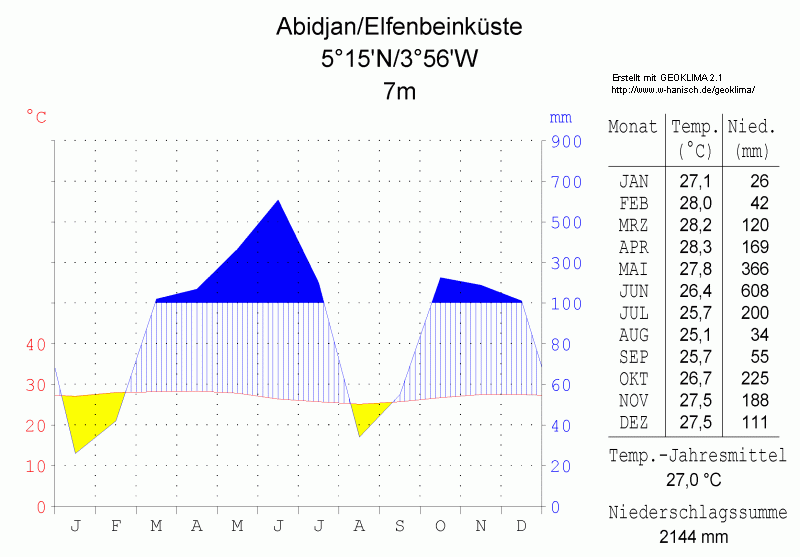
Klimadiagram Abidžanu

- Koumassi – komuna s důležitými průmyslovými areály.
- Port-Bouët – rafinerie a mezinárodní letiště Félixe Houphouët-Boigny.

Starostou Abidžanu je guvernér distriktu, jmenovaný prezidentem.

### Podnebí
Město leží v pásmu monzunů Köppenovy klasifikace podnebí. Dlouhé období dešťů je zde od května do července, krátké od září do listopadu, dešťové srážky se však vyskytují i v období sucha. Vlhkost vzduchu bývá vysoká a dosahuje 80 i více procent. Průměrný úhrn srážek činí 2 000 mm za rok, teplota je celoročně vyrovnaná a pohybuje se bez větších výkyvů kolem 27 °C.

## Obyvatelstvo

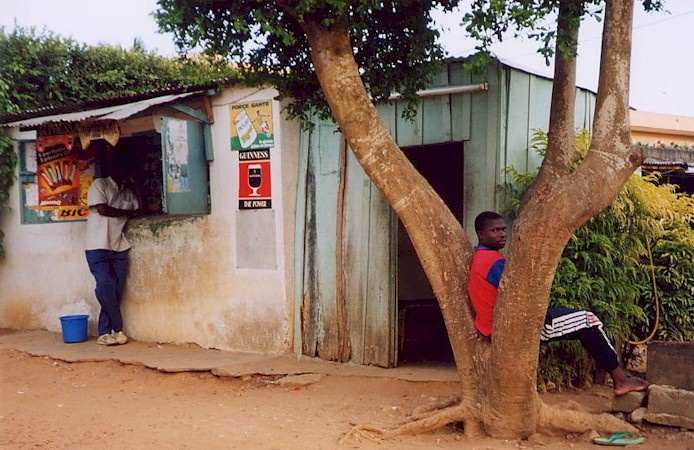
Místní obchod

V Abidžanu žije okolo jedné pětiny obyvatel Pobřeží slonoviny, což činí 3 796 677 a celá aglomerace pak dokonce 5 068 858 lidí. Toto nepravidelné rozložení populace je způsobeno přistěhovalectvím venkovského obyvatelstva do města, které zde hledá lepší životní příležitosti. Z těchto důvodů se počet obyvatel města od roku 1945 v průměru každých sedm let zdvojnásobuje. V poslední době se však růst obyvatel zmírnil a nemůže se srovnávat s lety 1960 – 1990, kdy ročně činil 10 %. Dnes činí 4,5 % a i podíl přistěhovalců z venkova se snížil ze dvou třetin v letech 1960 – 1990 na současnou třetinu.
I tak je však populace Abidžanu příliš vysoká, když ji porovnáme s dalšími městy Pobřeží slonoviny jako Yamoussoukro (250 000) nebo Bouaké (660 000).

## Hospodářství
Abidžan vznikl původně z rybářské vesnice a jeho hospodářský rozvoj podnítilo vybudování železničního nádraží v roce 1904 a zejména vybudování kanálu Vridi v roce 1951. Kanál, který spojil přístav a lagunu s mořem umožnil rozvoj, který z Abidžanu udělal veliký námořní přístav pro zaoceánský obchod se zbožím z celého světa.

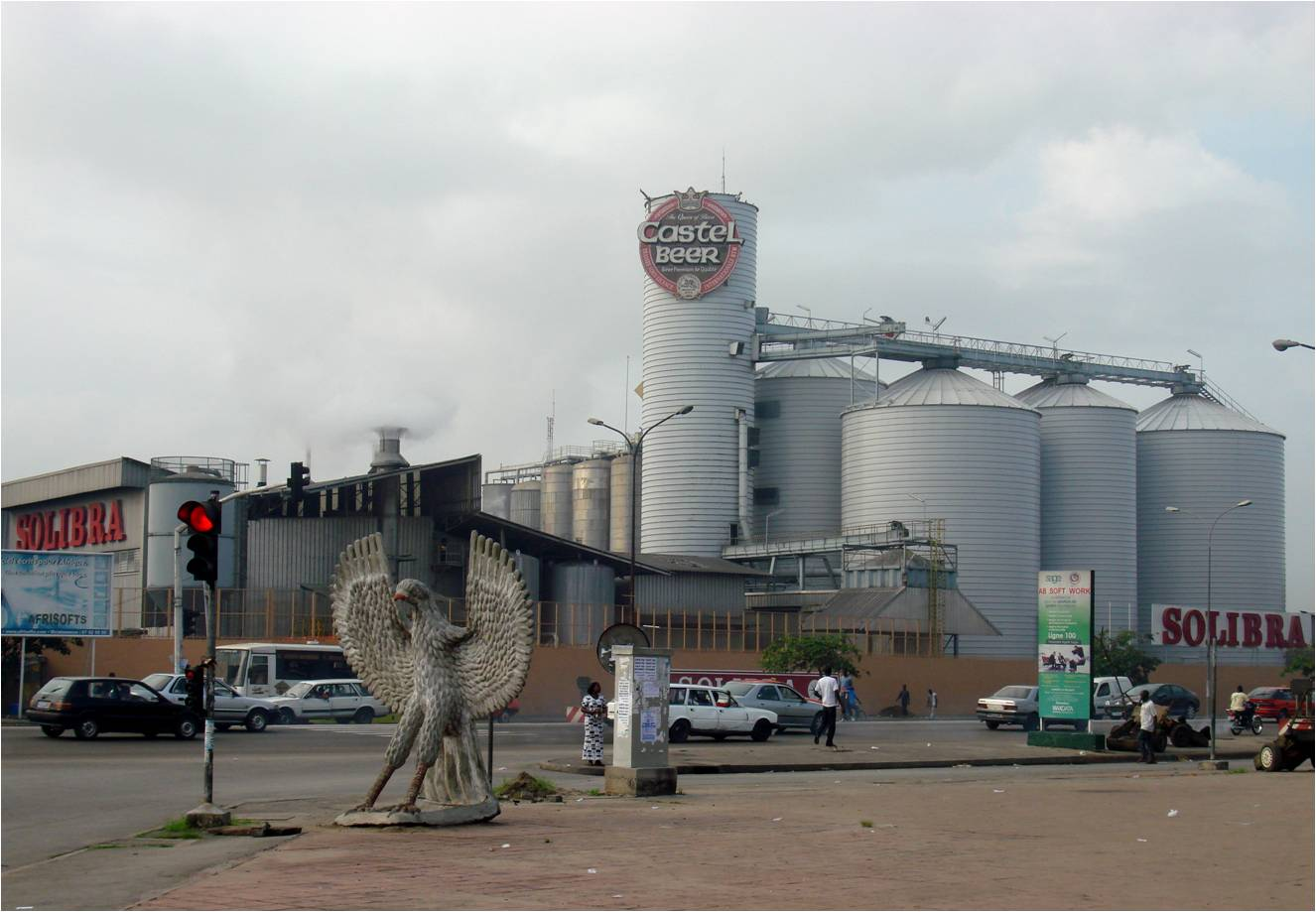
Pivovar Solibra

Hlavní zdroje příjmů Pobřeží slonoviny plynou z vývozu produktů zejména kávy, kakaa, dřeva. Velké sucho v letech 1983 a 1984 a pokles cen zmíněných produktů vedl zemi k ekonomickým problémům. I přes snahu diverzifikovat zdroje však je země stále výrazně závislá na zemědělství. Neustávající silný proud přistěhovalců zejména ze zemědělských oblastí a chudých okolních zemí neumožní městu zlepšovat svoji ekonomiku.
Abidžan leží na laguně Ébrié, takže nemá problémy se zásobováním vodou, ale odpadní voda a kanalizace lagunu znečišťuje. Přestože je kanalizační systém považován za velmi dobrý, nemůže udržet krok s růstem města.
Velkou pozornost si však vyžaduje každoroční přírůstek 200 000 lidí ročně, kteří potřebují střechu nad hlavou. Mimo jiné i za účelem omezení tlaku na ekonomiku města byl spuštěn program na politickou decentralizaci země v osmdesátých letech. Program zahrnoval výstavbu měst střední velikosti s dobrým vybavením, aby přilákaly mladé z Abidžanu. Přemístění hlavního města do Yamoussoukra bylo součástí tohoto plánu. Bohužel, plán se nepodařilo plně uskutečnit a ekonomická i obchodní důležitost Abidžanu je mnohem vyšší než význam Yamoussoukra.

## Doprava

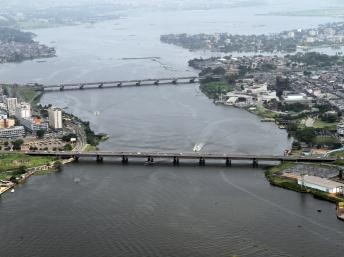
Mosty přes Ébrié z Plateau do Treichville

Silnou stránkou Abidžanu zůstává jeho dopravní systém s kvalitní sítí silnic udržovaných v dobrém stavu. Jednotlivé komuny města spojují mezi sebou asfaltové silnice a široké třídy. Město má síť obchvatů pro zjednodušení a urychlení dopravy. Severní a jižní část Abidžanu jsou spojeny dvěma mosty mezi komunami Plateau a Treichville, které však svojí kapacitou nestačí a proto se buduje most třetí mezi Cocody a Marcory (r. 2012).

Individuální doprava po laguně je založena zejména na malých člunech – pirogách. Hromadnou osobní dopravu mezi jednotlivými komunami po vodě zajišťují větší lodě. Jejich význam má dle rozvojových plánů města nabývat na důležitosti. Abidžan je důležitou dopravní křižovatkou nejen Pobřeží slonoviny, ale celé západní Afriky, zejména pro bývalé francouzské kolonie, na které má historické vazby. Z jeho autobusového nádraží ve čtvrti Adjamé je přímé spojení nejen do velkých měst Pobřeží slonoviny, ale i do sousedních států.

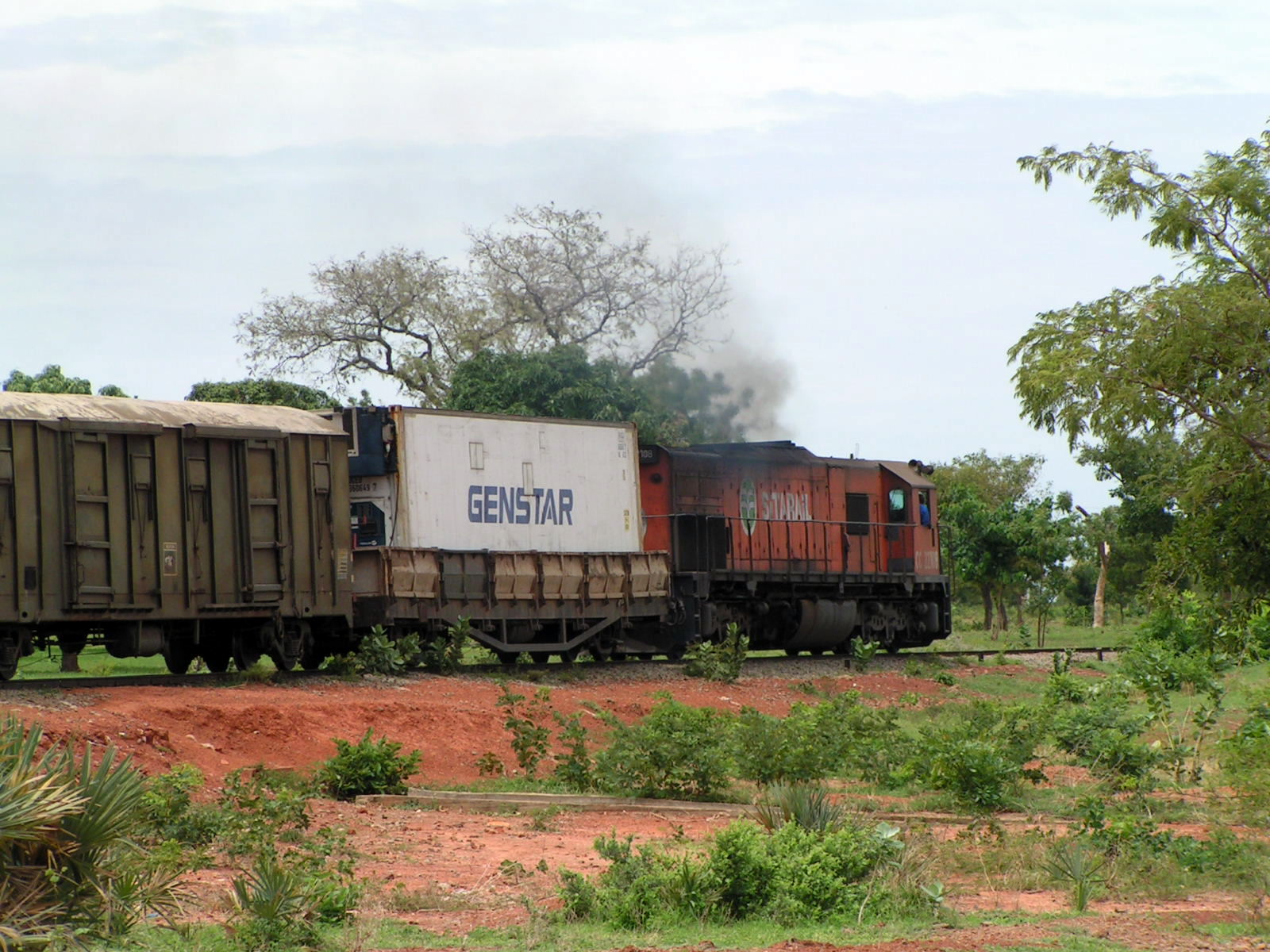
Vlak na dráze Abidžan - Ouagadougou

Z Abidžanu vede železnice na sever do Ouagadougou, hlavního města Burkiny Faso. Cesta mezi oběma městy trvá 40 hodin a trať je obsluhována dvěma vlaky.
Abidžanské mezinárodní letiště Félixe Houphouët-Boignye (nebo též Bouët podle čtvrti) je důležité pro celý region. Letadla odtud létají na mezikontinentálních linkách do Evropy a na Blízký východ. Letiště je proto uzpůsobené i pro velká dopravní letadla.
Abidžanský námořní přístav je druhý největší v Africe. Byl otevřen v roce 1951 vybudováním 15 metrů hlubokého kanálu Vridi. Mohou zde tak kotvit i lodě s velkým ponorem. Přístav slouží nejen pro Pobřeží slonoviny, ale využívá ho hojně i Mali, Burkina Faso a Niger. Jeho využitelnost vyplývá jednak z hloubky a tedy přístupnosti pro lodě s velkým ponorem a jednak z délky a uspořádání dopravní sítě, po které do něj míří zboží. Navíc jen samotný Abidžan soustřeďuje 60 % průmyslové výroby země a je z velké části využíván místními továrnami. Výsadní postavení má ropa, která se těží v šelfu a je zpracovávána v rafinerii u přístavu. V roce 1995 tvořily ropné produkty téměř polovinu z tonáže, která prošla přístavem (5,5 mil. tun z 12 mil. celkem).

## Pamětihodnosti a kultura
Ve městě je Abidžanská univerzita a Národní knihovna. Národní muzeum ukazuje sbírky umění domorodců (masky, šperky, nástroje, bubny, hudební nástroje ze všech částí země).

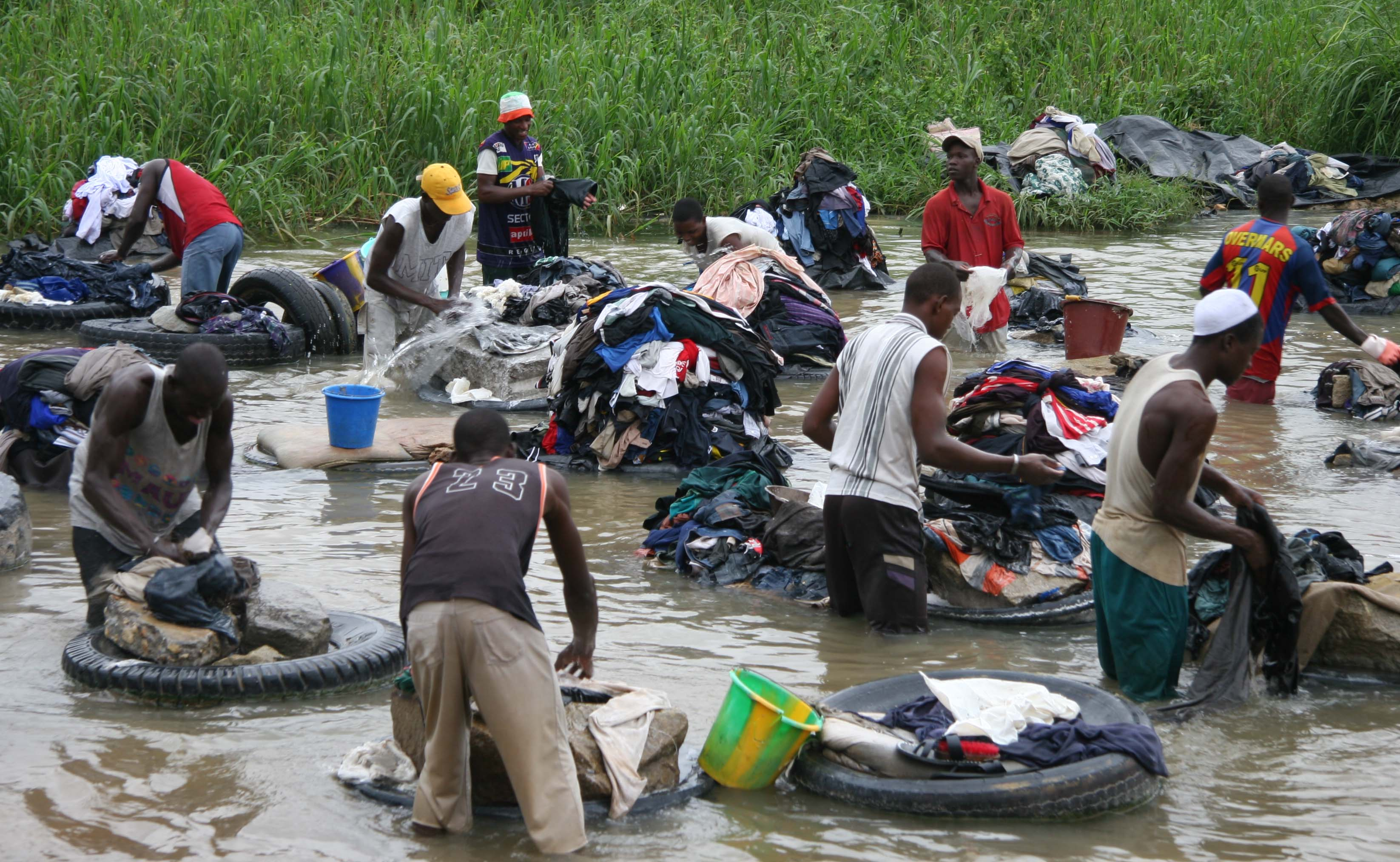
Praní prádla

Zejména v centru města v Plateau je množství širokých tříd a rozlehlých parků. Je zde řada muzeí, knihoven a výzkumných ústavů, jakož i obchodů s místními uměleckými a řemeslnými výrobky a nejrůznějšími produkty Pobřeží slonoviny, ale i se západním zbožím.
Mezi místní pamětihodnosti patří moderní katedrála svatého Pavla od architekta Alda Spirita vysvěcená papežem Janem Pavlem II. v roce 1985. Stavba zapadá dobře svojí architekturou mezi mrakodrapy ve čtvrti Plateau. Zajímavé je i Cocodské městské muzeum současného umění ve stejnojmenné čtvrti.
Národní park Banco je rezervace původního tropického deštného lesa, který původně obklopoval celou lagunu a byl běžný podél Guinejského zálivu. Park má rozlohu 30 km2 a dnes je sevřený městskou aglomerací ze všech stran. Žije zde množství ptactva a opic, vyskytují se vzácné dřeviny. Jsou zde upravované cesty pro pěší návštěvníky a park slouží především jako rekreační oblast pro obyvatele Abidžanu. U parku je arboretum se stromy a keři z celého Pobřeží slonoviny.
Na kraji Národního parku Banco je říční prádelna. Pradláci a pradleny zde perou prádlo z celého města a vydělávají si tak na živobytí.
Komuna Plateau je zajímavá svými výškovými budovami, v západní Africe neobvyklými. S obchody a venkovními kavárnami je oblíbeným místem pro obchodní cestující, ale i pro zaměstnance místních kanceláří.

### Kultura

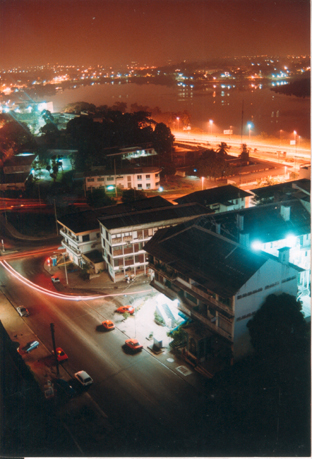
Noční Plateau

Během roku je ve městě několik filmových festivalů. Abidžan je však především centrem hudby ve frankofonní západní Africe. Je zde mnoho klubů a barů s živou hudbou, kde hrají hudebníci z celého Pobřeží slonoviny. Město je považováno za centrum afrického reggae a hraje významnou roli v africké taneční hudbě. Každý rok je zde řada hudebních festivalů.

### Sport
Ve městě sídlí řada fotbalových klubů. Nejúspěšnější z nich jsou ASEC Mimomasas (hraje na národním stadionu s kapacitou 65 000 diváků) a Africa Sports. Velké oblibě se kromě fotbalu těší např. basketbal a ragby.

### Vládní úřady
Většina vládních úřadů je stále v Abidžanu. Jsou zde mimo jiné i Prezidentská kancelář, parlament, Ústavní rada a Nejvyšší soud.

#### Francouzská vojenská základna
V Port Bouët v sousedství mezinárodního letiště sídlí jedna z francouzských vojenských základen v Africe. Na základě dohody z roku 1961 zde žijí tisíce lidí a základna je stále obsazená.

## Mezinárodní vztahy a partnerství

### Mezinárodní mise
Abidžan je oblastním sídlem významných mezinárodních úřadů: UNICEF, Rozvojový program OSN, Světová zdravotnická organizace (WHO), Světový potravinový program, Úřad OSN pro servisní zabezpečení projektů, Populační fond OSN, Mezinárodní organizace práce, Mezinárodní měnový fond a další.

### Partnerská města
- Marseille, Francie
- San Francisco, USA
- São Paulo, Brazílie
- Tianjin, Čína
- Alfortville, Francie (partner s komunou Cocody)
- Kumasi, Ghana (Treichville)
- Pontault-Combault, Francie (Anyama)
- Boulogne-Billancourt, Francie (Anyama)

## Významní rodáci nebo obyvatelé
- Thierry Dusautoir - francouzský reprezentant, nejlepší ragbista světa za rok 2011.

## Další fotografie

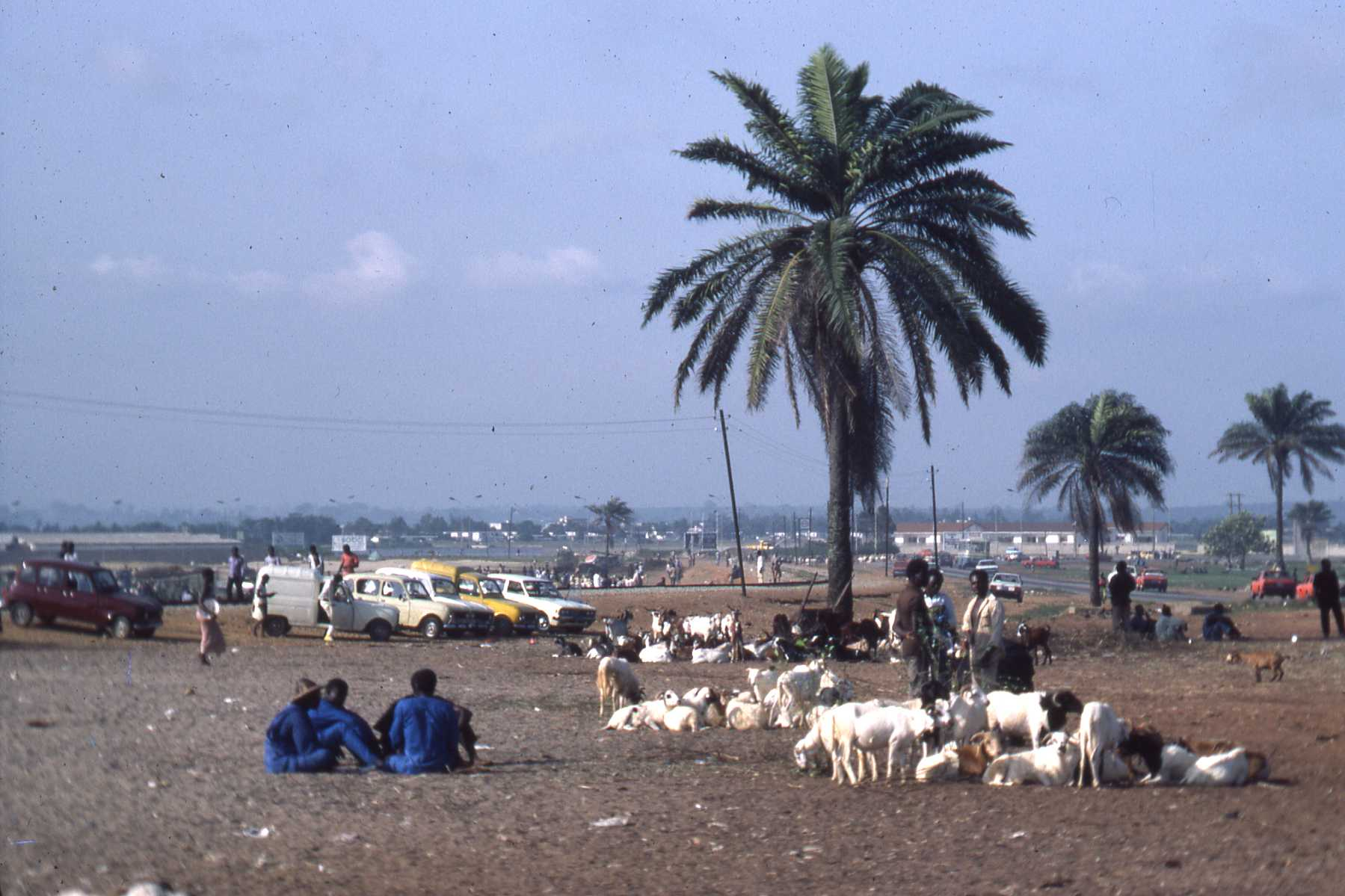
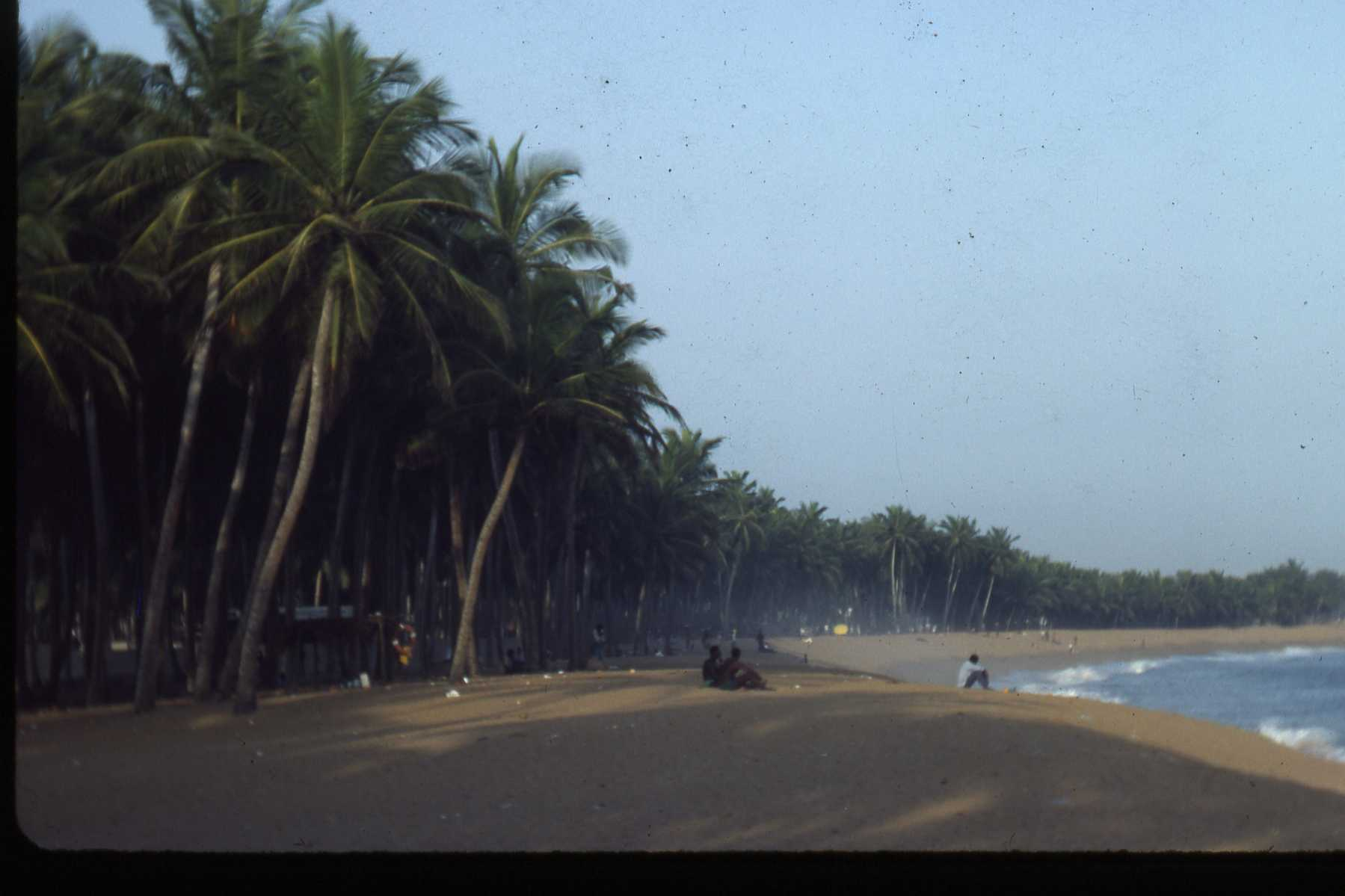
Pláž Vridi
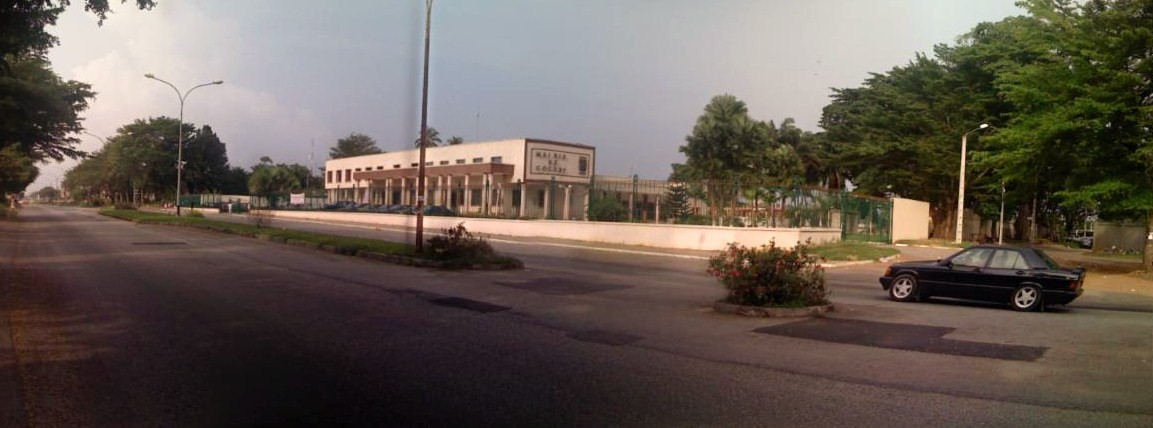
Cocody
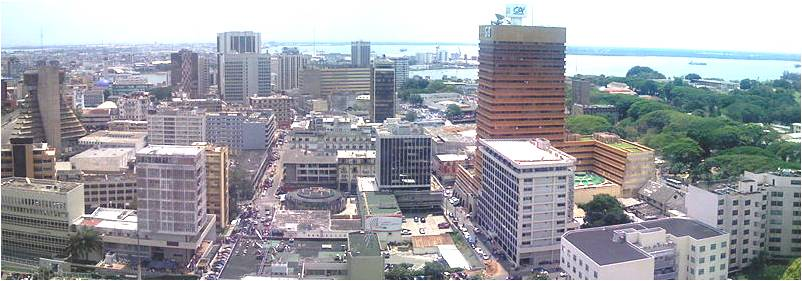
Centrum
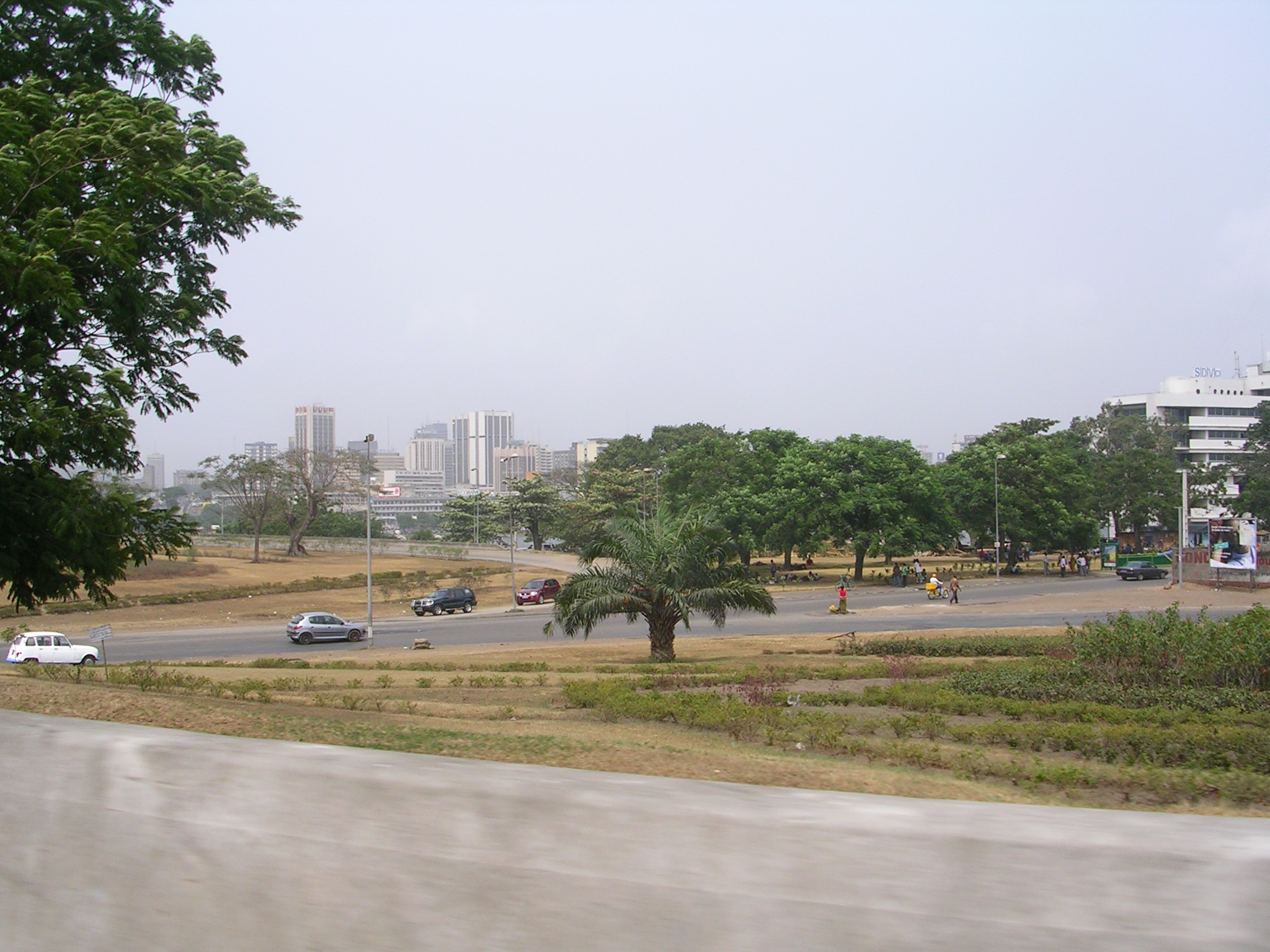
Z Cocody na Plateau
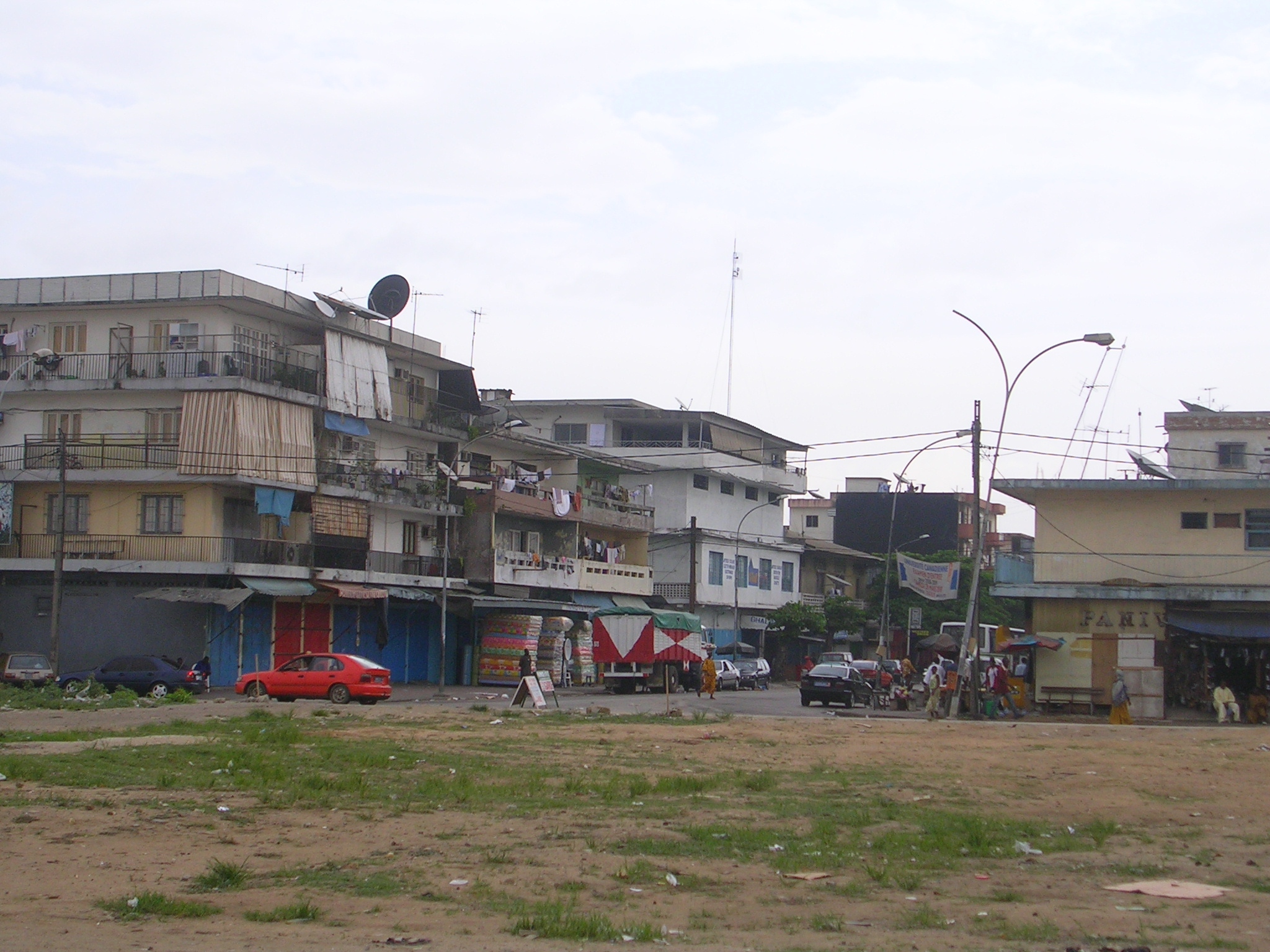
Obytný dům
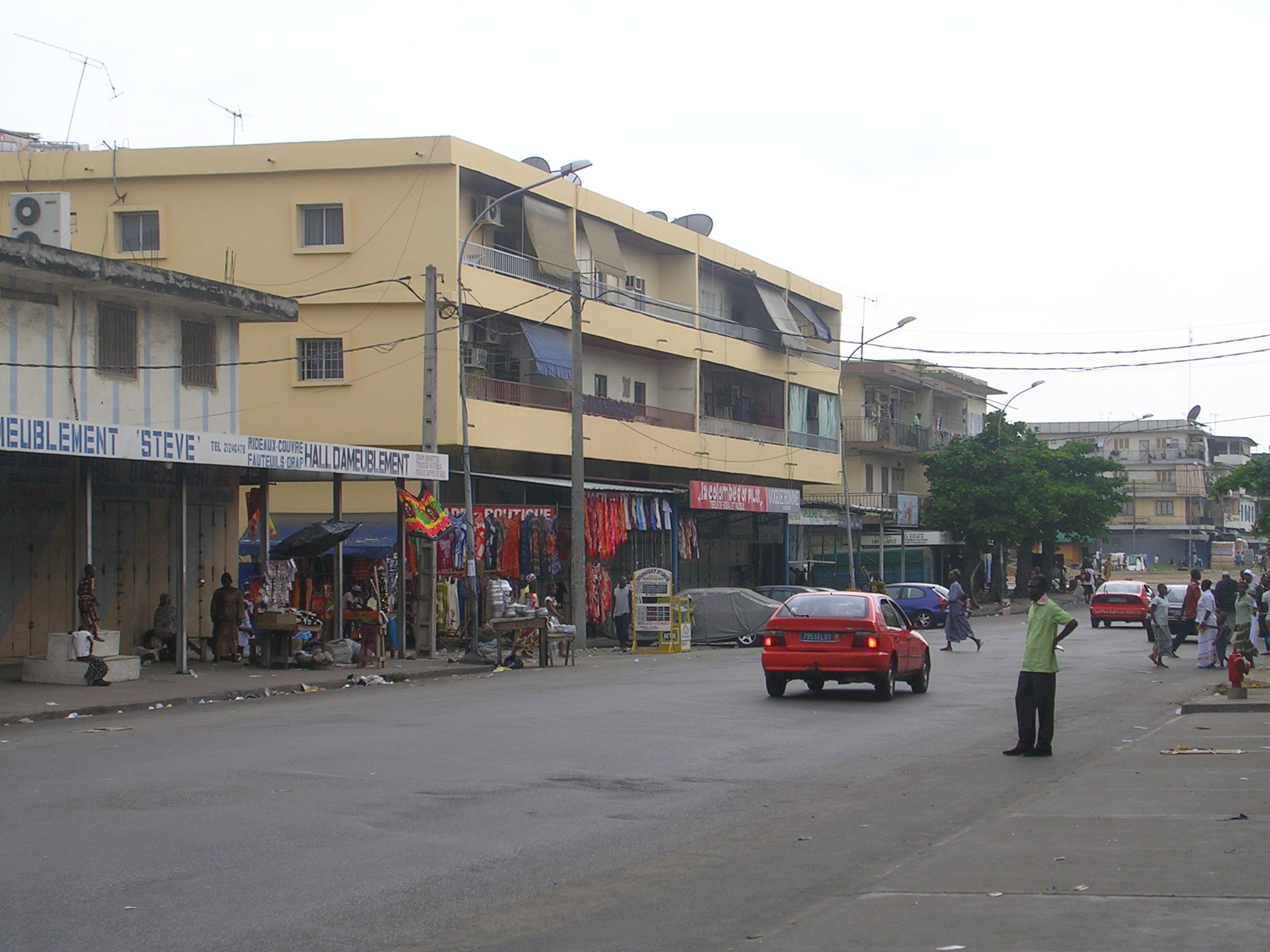
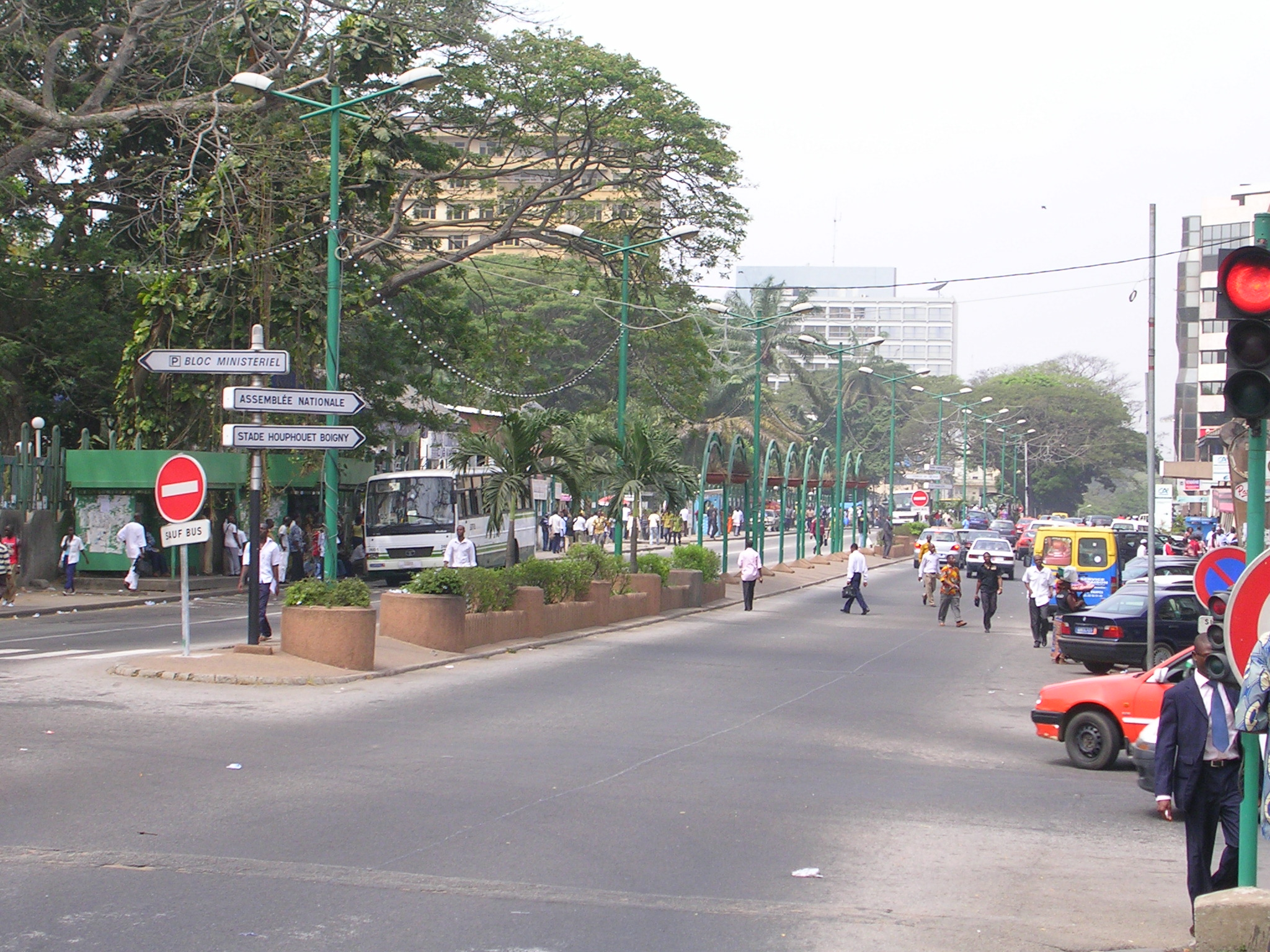
Ulice v centru
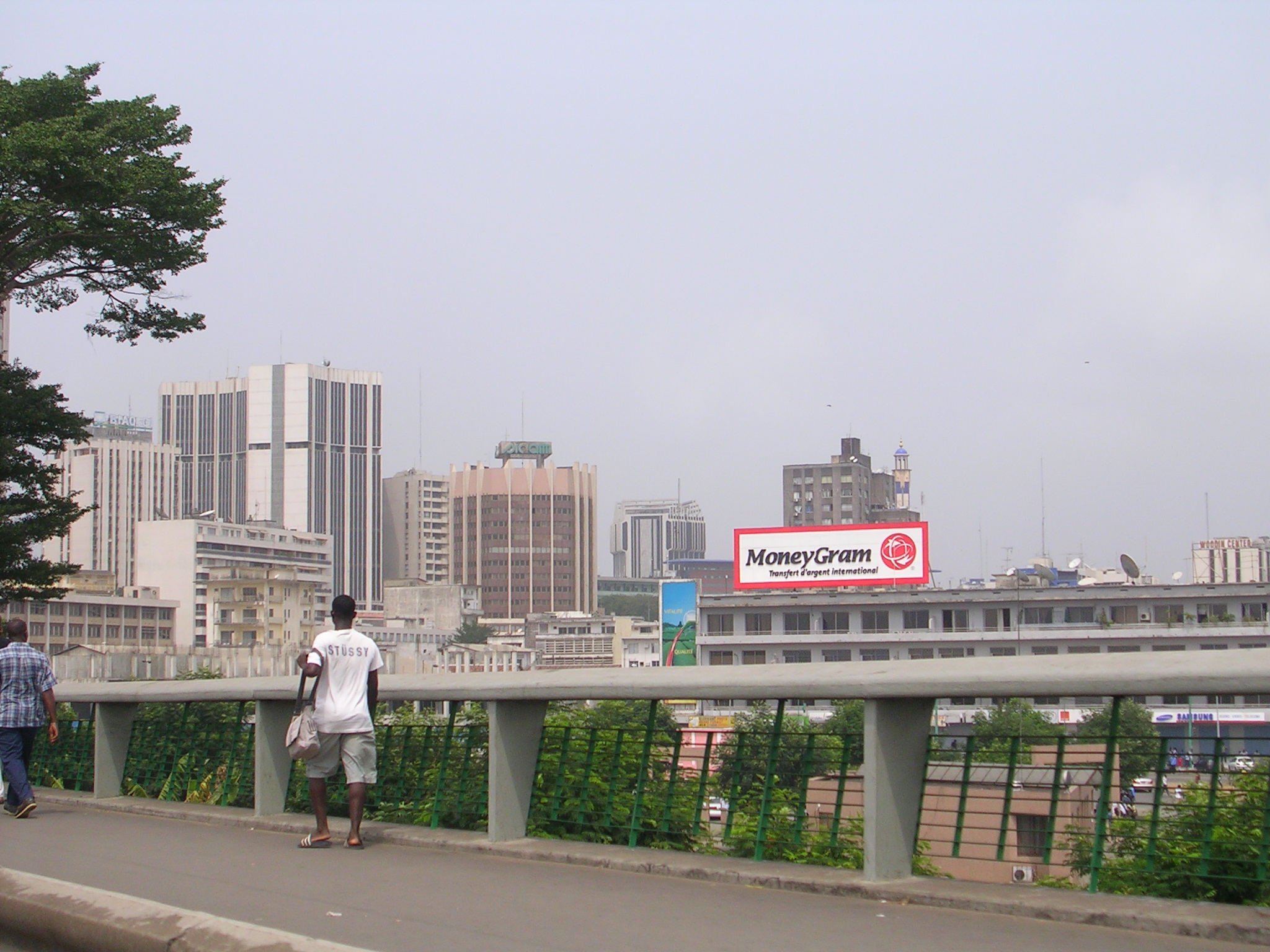
Plateau
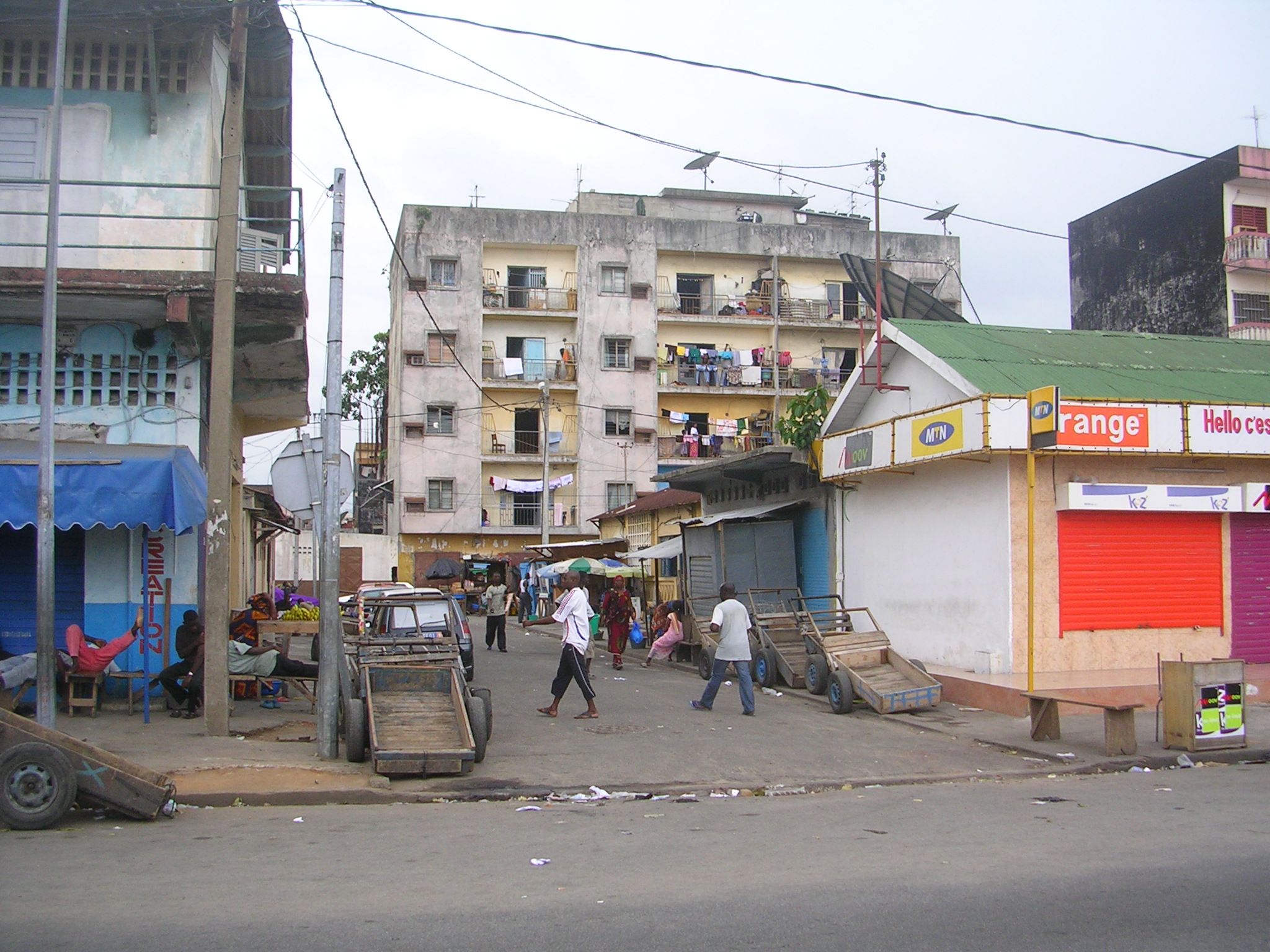
Obytná čtvrť